# Tour d'Indonésie 2018
La 8e édition du Tour d'Indonésie a lieu du 25 au 28 janvier 2018. La course fait partie du calendrier UCI Asia Tour 2018 en catégorie 2.1.

## Présentation

### Équipes
Classé en catégorie 2.1 de l'UCI Asia Tour, le Tour d'Indonésie est par conséquent ouvert aux WorldTeams dans la limite de 50 % des équipes participantes, aux équipes continentales professionnelles, aux équipes continentales et aux équipes nationales.
| Équipes continentales (11)- Terengganu Cycling Team - Sapura - KFC Cycling Team - Thailand Continental Cycling Team - Aisan Racing Team - Dare Gaviota - 7 Eleven-Cliqq Roadbike Philippines - St George Continental Cycling Team - Interpro Stradalli - PGN Road Cycling Team - Advan Customs Cycling Team Équipes nationales (4)- Érythrée - Malaisie - Indonésie - Mongolie |
| |

## Étapes
| Étape     | Date     | Villes étapes               | type              | Distance (km) | Vainqueur d'étape        | Leader du classement général |
| --------- | -------- | --------------------------- | ----------------- | ------------- | ------------------------ | ---------------------------- |
| 1re étape | 25 janv. | temple de Prambanan – Ngawi | étape vallonnée   | 127,4         | Dylan Page               | Dylan Page                   |
| 2e étape  | 26 janv. | Madiun – Mojokerto City     | étape vallonnée   | 117,5         | Abdul Gani               | Abdul Gani                   |
| 3e étape  | 27 janv. | Probolinggo – Banyuwangi    | étape de montagne | 200           | Charálampos Kastrantás   | Abdul Gani                   |
| 4e étape  | 28 janv. | Gilimanuk – Denpasar        | étape de montagne | 170,9         | Peerapol Chawchiangkwang | Ariya Phounsavath            |

## Déroulement de la course

### 1reétape
| Classement | Classement                   | Classement | Classement            | Classement        |
|            | Coureur                      | Pays       | Équipe                | Temps             |
| ---------- | ---------------------------- | ---------- | --------------------- | ----------------- |
| 1er        | Dylan Page                   | Suisse     | Sapura                | en 2 h 42 min 4 s |
| 2e         | Projo Waseso                 | Indonésie  | Indonésie             | + 0 s             |
| 3e         | Abdul Gani                   | Indonésie  | KFC                   | + 0 s             |
| 4e         | Shiki Kuroeda                | Japon      | Aisan Racing          | + 0 s             |
| 5e         | Mohd Shahrul Mat Amin        | Malaisie   | Terengganu            | + 0 s             |
| 6e         | Charálampos Kastrantás       | Grèce      | Dare Gaviota          | + 0 s             |
| 7e         | Aiman Cahyadi                | Indonésie  | Sapura                | + 0 s             |
| 8e         | Metkel Eyob                  | Érythrée   | Terengganu            | + 0 s             |
| 9e         | Nur Amirul Fakhruddin Mazuki | Malaisie   | Terengganu            | + 0 s             |
| 10e        | Jamalidin Novardianto        | Indonésie  | PGN Road Cycling Team | + 0 s             |
| modifier   |                              |            |                       |                   |

| \| Classement général \| Classement général \| Classement général \| Classement général \| Classement général \| \| Coureur \| Coureur \| Pays \| Équipe \| Temps \| \| ------------------ \| ----------------------------- \| ------------------ \| ----------------------------------- \| ------------------ \| \| 1er \| Dylan Page \| Suisse \| Team Sapura Cycling \| 2 h 41 min 54 s \| \| 2e \| Projo Waseso \| Indonésie \| Indonésie \| + 4 s \| \| 3e \| Abdul Gani \| Indonésie \| KFC Cycling Team \| + 6 s \| \| 4e \| Nur Amirull Fakhruddin Mazuki \| Malaisie \| Terengganu Cycling Team \| + 7 s \| \| 5e \| Robin Manullang \| Indonésie \| PGN Road Cycling Team \| + 7 s \| \| 6e \| Matthew Zenovich \| Nouvelle-Zélande \| St George Continental Cycling Team \| + 7 s \| \| 7e \| Rustom Lim \| Philippines \| 7 Eleven-Cliqq Roadbike Philippines \| + 7 s \| \| 8e \| Tomohiro Hayakawa \| Japon \| Aisan Racing Team \| + 8 s \| \| 9e \| Peerapol Chawchiangkwang \| Thaïlande \| Thailand Continental Cycling Team \| + 8 s \| \| 10e \| Jambaljamts Sainbayar \| Mongolie \| Mongolie \| + 9 s \| |                               |                  |                                     |                 |
| |                               |                  |                                     |                 |
| Source : ProCyclingStats |                               |                  |                                     |                 |
| Classement général |                               |                  |                                     |                 |
| Coureur | Coureur                       | Pays             | Équipe                              | Temps           |
| 1er | Dylan Page                    | Suisse           | Team Sapura Cycling                 | 2 h 41 min 54 s |
| 2e | Projo Waseso                  | Indonésie        | Indonésie                           | + 4 s           |
| 3e | Abdul Gani                    | Indonésie        | KFC Cycling Team                    | + 6 s           |
| 4e | Nur Amirull Fakhruddin Mazuki | Malaisie         | Terengganu Cycling Team             | + 7 s           |
| 5e | Robin Manullang               | Indonésie        | PGN Road Cycling Team               | + 7 s           |
| 6e | Matthew Zenovich              | Nouvelle-Zélande | St George Continental Cycling Team  | + 7 s           |
| 7e | Rustom Lim                    | Philippines      | 7 Eleven-Cliqq Roadbike Philippines | + 7 s           |
| 8e | Tomohiro Hayakawa             | Japon            | Aisan Racing Team                   | + 8 s           |
| 9e | Peerapol Chawchiangkwang      | Thaïlande        | Thailand Continental Cycling Team   | + 8 s           |
| 10e | Jambaljamts Sainbayar         | Mongolie         | Mongolie                            | + 9 s           |

### 2eétape
| \| Classement de l'étape \| Classement de l'étape \| Classement de l'étape \| Classement de l'étape \| Classement de l'étape \| \| Coureur \| Coureur \| Pays \| Équipe \| Temps \| \| --------------------- \| ----------------------- \| --------------------- \| ---------------------------------- \| --------------------- \| \| 1er \| Abdul Gani \| Indonésie \| KFC Cycling Team \| 2 h 24 min 17 s \| \| 2e \| Mohd Shahrul Mat Amin \| Malaisie \| Terengganu Cycling Team \| + 0 s \| \| 3e \| Mohamad Nur Mohd Zariff \| Malaisie \| Team Sapura Cycling \| + 0 s \| \| 4e \| Tuguldur Tuulkhangai \| Mongolie \| Mongolie \| + 0 s \| \| 5e \| Ariya Phounsavath \| Laos \| Thailand Continental Cycling Team \| + 0 s \| \| 6e \| Matthew Zenovich \| Nouvelle-Zélande \| St George Continental Cycling Team \| + 2 s \| \| 7e \| Dylan Page \| Suisse \| Team Sapura Cycling \| + 30 s \| \| 8e \| Charálampos Kastrantás \| Grèce \| Java-Partizan \| + 30 s \| \| 9e \| Aiman Cahyadi \| Indonésie \| Team Sapura Cycling \| + 30 s \| \| 10e \| Kota Sumiyoshi \| Japon \| Aisan Racing Team \| + 30 s \| |                         |                  |                                    |                 |
| |                         |                  |                                    |                 |
| Source : ProCyclingStats |                         |                  |                                    |                 |
| Classement de l'étape |                         |                  |                                    |                 |
| Coureur | Coureur                 | Pays             | Équipe                             | Temps           |
| 1er | Abdul Gani              | Indonésie        | KFC Cycling Team                   | 2 h 24 min 17 s |
| 2e | Mohd Shahrul Mat Amin   | Malaisie         | Terengganu Cycling Team            | + 0 s           |
| 3e | Mohamad Nur Mohd Zariff | Malaisie         | Team Sapura Cycling                | + 0 s           |
| 4e | Tuguldur Tuulkhangai    | Mongolie         | Mongolie                           | + 0 s           |
| 5e | Ariya Phounsavath       | Laos             | Thailand Continental Cycling Team  | + 0 s           |
| 6e | Matthew Zenovich        | Nouvelle-Zélande | St George Continental Cycling Team | + 2 s           |
| 7e | Dylan Page              | Suisse           | Team Sapura Cycling                | + 30 s          |
| 8e | Charálampos Kastrantás  | Grèce            | Java-Partizan                      | + 30 s          |
| 9e | Aiman Cahyadi           | Indonésie        | Team Sapura Cycling                | + 30 s          |
| 10e | Kota Sumiyoshi          | Japon            | Aisan Racing Team                  | + 30 s          |

| \| Classement général \| Classement général \| Classement général \| Classement général \| Classement général \| \| Coureur \| Coureur \| Pays \| Équipe \| Temps \| \| ------------------ \| ----------------------------- \| ------------------ \| ---------------------------------- \| ------------------ \| \| 1er \| Abdul Gani \| Indonésie \| KFC Cycling Team \| 5 h 06 min 04 s \| \| 2e \| Mohd Shahrul Mat Amin \| Malaisie \| Terengganu Cycling Team \| + 9 s \| \| 3e \| Mohamad Nur Mohd Zariff \| Malaisie \| Team Sapura Cycling \| + 12 s \| \| 4e \| Matthew Zenovich \| Nouvelle-Zélande \| St George Continental Cycling Team \| + 16 s \| \| 5e \| Tuguldur Tuulkhangai \| Mongolie \| Mongolie \| + 17 s \| \| 6e \| Ariya Phounsavath \| Laos \| Thailand Continental Cycling Team \| + 17 s \| \| 7e \| Dylan Page \| Suisse \| Team Sapura Cycling \| + 37 s \| \| 8e \| Nur Amirull Fakhruddin Mazuki \| Malaisie \| Terengganu Cycling Team \| + 40 s \| \| 9e \| Charálampos Kastrantás \| Grèce \| Java-Partizan \| + 41 s \| \| 10e \| Projo Waseso \| Indonésie \| Indonésie \| + 41 s \| |                               |                  |                                    |                 |
| |                               |                  |                                    |                 |
| Source : ProCyclingStats |                               |                  |                                    |                 |
| Classement général |                               |                  |                                    |                 |
| Coureur | Coureur                       | Pays             | Équipe                             | Temps           |
| 1er | Abdul Gani                    | Indonésie        | KFC Cycling Team                   | 5 h 06 min 04 s |
| 2e | Mohd Shahrul Mat Amin         | Malaisie         | Terengganu Cycling Team            | + 9 s           |
| 3e | Mohamad Nur Mohd Zariff       | Malaisie         | Team Sapura Cycling                | + 12 s          |
| 4e | Matthew Zenovich              | Nouvelle-Zélande | St George Continental Cycling Team | + 16 s          |
| 5e | Tuguldur Tuulkhangai          | Mongolie         | Mongolie                           | + 17 s          |
| 6e | Ariya Phounsavath             | Laos             | Thailand Continental Cycling Team  | + 17 s          |
| 7e | Dylan Page                    | Suisse           | Team Sapura Cycling                | + 37 s          |
| 8e | Nur Amirull Fakhruddin Mazuki | Malaisie         | Terengganu Cycling Team            | + 40 s          |
| 9e | Charálampos Kastrantás        | Grèce            | Java-Partizan                      | + 41 s          |
| 10e | Projo Waseso                  | Indonésie        | Indonésie                          | + 41 s          |

### 3eétape
| Classement | Classement             | Classement | Classement         | Classement        |
|            | Coureur                | Pays       | Équipe             | Temps             |
| ---------- | ---------------------- | ---------- | ------------------ | ----------------- |
| 1er        | Charálampos Kastrantás | Grèce      | Dare Gaviota       | en 4 h 44 min 6 s |
| 2e         | Projo Waseso           | Indonésie  | Indonésie          | + 0 s             |
| 3e         | Imam Arifin            | Indonésie  | KFC                | + 0 s             |
| 4e         | Dylan Page             | Suisse     | Sapura             | + 0 s             |
| 5e         | Shiki Kuroeda          | Japon      | Aisan Racing       | + 0 s             |
| 6e         | Bernard Van Aert       | Indonésie  | Indonésie          | + 0 s             |
| 7e         | Natnael Tesfatsion     | Érythrée   | Érythrée           | + 0 s             |
| 8e         | Muhammad Ameer Ahmad   | Malaisie   | Malaisie           | + 0 s             |
| 9e         | Mahrus Ali             | Malaisie   | KFC                | + 0 s             |
| 10e        | Jokin Etxabe           | Espagne    | Interpro Stradalli | + 0 s             |
| modifier   |                        |            |                    |                   |

| \| Classement général \| Classement général \| Classement général \| Classement général \| Classement général \| \| Coureur \| Coureur \| Pays \| Équipe \| Temps \| \| ------------------ \| ----------------------------- \| ------------------ \| ---------------------------------- \| ------------------ \| \| 1er \| Abdul Gani \| Indonésie \| KFC Cycling Team \| 9 h 50 min 09 s \| \| 2e \| Mohd Shahrul Mat Amin \| Malaisie \| Terengganu Cycling Team \| + 10 s \| \| 3e \| Mohamad Nur Mohd Zariff \| Malaisie \| Team Sapura Cycling \| + 13 s \| \| 4e \| Matthew Zenovich \| Nouvelle-Zélande \| St George Continental Cycling Team \| + 15 s \| \| 5e \| Ariya Phounsavath \| Laos \| Thailand Continental Cycling Team \| + 15 s \| \| 6e \| Tuguldur Tuulkhangai \| Mongolie \| Mongolie \| + 18 s \| \| 7e \| Charálampos Kastrantás \| Grèce \| Java-Partizan \| + 31 s \| \| 8e \| Projo Waseso \| Indonésie \| Indonésie \| + 36 s \| \| 9e \| Dylan Page \| Suisse \| Team Sapura Cycling \| + 38 s \| \| 10e \| Nur Amirull Fakhruddin Mazuki \| Malaisie \| Terengganu Cycling Team \| + 39 s \| |                               |                  |                                    |                 |
| |                               |                  |                                    |                 |
| Source : ProCyclingStats |                               |                  |                                    |                 |
| Classement général |                               |                  |                                    |                 |
| Coureur | Coureur                       | Pays             | Équipe                             | Temps           |
| 1er | Abdul Gani                    | Indonésie        | KFC Cycling Team                   | 9 h 50 min 09 s |
| 2e | Mohd Shahrul Mat Amin         | Malaisie         | Terengganu Cycling Team            | + 10 s          |
| 3e | Mohamad Nur Mohd Zariff       | Malaisie         | Team Sapura Cycling                | + 13 s          |
| 4e | Matthew Zenovich              | Nouvelle-Zélande | St George Continental Cycling Team | + 15 s          |
| 5e | Ariya Phounsavath             | Laos             | Thailand Continental Cycling Team  | + 15 s          |
| 6e | Tuguldur Tuulkhangai          | Mongolie         | Mongolie                           | + 18 s          |
| 7e | Charálampos Kastrantás        | Grèce            | Java-Partizan                      | + 31 s          |
| 8e | Projo Waseso                  | Indonésie        | Indonésie                          | + 36 s          |
| 9e | Dylan Page                    | Suisse           | Team Sapura Cycling                | + 38 s          |
| 10e | Nur Amirull Fakhruddin Mazuki | Malaisie         | Terengganu Cycling Team            | + 39 s          |

### 4eétape
| \| Classement de l'étape \| Classement de l'étape \| Classement de l'étape \| Classement de l'étape \| Classement de l'étape \| \| Coureur \| Coureur \| Pays \| Équipe \| Temps \| \| --------------------- \| ------------------------ \| --------------------- \| ---------------------------------- \| --------------------- \| \| 1er \| Peerapol Chawchiangkwang \| Thaïlande \| Thailand Continental Cycling Team \| 4 h 20 min 58 s \| \| 2e \| Jokin Etxabe \| Espagne \| Interpro Stradalli \| + 0 s \| \| 3e \| Hanibal Tesfay \| Érythrée \| Érythrée \| + 0 s \| \| 4e \| Ariya Phounsavath \| Laos \| Thailand Continental Cycling Team \| + 0 s \| \| 5e \| Daniel Whitehouse \| Royaume-Uni \| Interpro Stradalli \| + 2 min 58 s \| \| 6e \| Benjamin Dyball \| Australie \| St George Continental Cycling Team \| + 3 min 18 s \| \| 7e \| Sarawut Sirironnachai \| Thaïlande \| Thailand Continental Cycling Team \| + 3 min 21 s \| \| 8e \| Aiman Cahyadi \| Indonésie \| Team Sapura Cycling \| + 3 min 21 s \| \| 9e \| Goh Choon Huat \| Singapour \| Terengganu Cycling Team \| + 3 min 23 s \| \| 10e \| Jesse Ewart \| Australie \| Team Sapura Cycling \| + 3 min 23 s \| |                          |             |                                    |                 |
| |                          |             |                                    |                 |
| Source : ProCyclingStats |                          |             |                                    |                 |
| Classement de l'étape |                          |             |                                    |                 |
| Coureur | Coureur                  | Pays        | Équipe                             | Temps           |
| 1er | Peerapol Chawchiangkwang | Thaïlande   | Thailand Continental Cycling Team  | 4 h 20 min 58 s |
| 2e | Jokin Etxabe             | Espagne     | Interpro Stradalli                 | + 0 s           |
| 3e | Hanibal Tesfay           | Érythrée    | Érythrée                           | + 0 s           |
| 4e | Ariya Phounsavath        | Laos        | Thailand Continental Cycling Team  | + 0 s           |
| 5e | Daniel Whitehouse        | Royaume-Uni | Interpro Stradalli                 | + 2 min 58 s    |
| 6e | Benjamin Dyball          | Australie   | St George Continental Cycling Team | + 3 min 18 s    |
| 7e | Sarawut Sirironnachai    | Thaïlande   | Thailand Continental Cycling Team  | + 3 min 21 s    |
| 8e | Aiman Cahyadi            | Indonésie   | Team Sapura Cycling                | + 3 min 21 s    |
| 9e | Goh Choon Huat           | Singapour   | Terengganu Cycling Team            | + 3 min 23 s    |
| 10e | Jesse Ewart              | Australie   | Team Sapura Cycling                | + 3 min 23 s    |

## Classements finals

### Classement général final
| \| Classement général \| Classement général \| Classement général \| Classement général \| Classement général \| \| Coureur \| Coureur \| Pays \| Équipe \| Temps \| \| ------------------ \| ------------------------ \| ------------------ \| ---------------------------------- \| ------------------ \| \| 1er \| Ariya Phounsavath \| Laos \| Thailand Continental Cycling Team \| 14 h 11 min 22 s \| \| 2e \| Peerapol Chawchiangkwang \| Thaïlande \| Thailand Continental Cycling Team \| + 17 s \| \| 3e \| Jokin Etxabe \| Espagne \| Interpro Stradalli \| + 25 s \| \| 4e \| Hanibal Tesfay \| Érythrée \| Érythrée \| + 28 s \| \| 5e \| Daniel Whitehouse \| Royaume-Uni \| Interpro Stradalli \| + 3 min 31 s \| \| 6e \| Mohamad Nur Mohd Zariff \| Malaisie \| Team Sapura Cycling \| + 3 min 32 s \| \| 7e \| Aiman Cahyadi \| Indonésie \| Team Sapura Cycling \| + 3 min 51 s \| \| 8e \| Benjamin Dyball \| Australie \| St George Continental Cycling Team \| + 3 min 51 s \| \| 9e \| Sarawut Sirironnachai \| Thaïlande \| Thailand Continental Cycling Team \| + 3 min 54 s \| \| 10e \| Jesse Ewart \| Australie \| Team Sapura Cycling \| + 3 min 56 s \| |                          |             |                                    |                  |
| |                          |             |                                    |                  |
| Source : ProCyclingStats |                          |             |                                    |                  |
| Classement général |                          |             |                                    |                  |
| Coureur | Coureur                  | Pays        | Équipe                             | Temps            |
| 1er | Ariya Phounsavath        | Laos        | Thailand Continental Cycling Team  | 14 h 11 min 22 s |
| 2e | Peerapol Chawchiangkwang | Thaïlande   | Thailand Continental Cycling Team  | + 17 s           |
| 3e | Jokin Etxabe             | Espagne     | Interpro Stradalli                 | + 25 s           |
| 4e | Hanibal Tesfay           | Érythrée    | Érythrée                           | + 28 s           |
| 5e | Daniel Whitehouse        | Royaume-Uni | Interpro Stradalli                 | + 3 min 31 s     |
| 6e | Mohamad Nur Mohd Zariff  | Malaisie    | Team Sapura Cycling                | + 3 min 32 s     |
| 7e | Aiman Cahyadi            | Indonésie   | Team Sapura Cycling                | + 3 min 51 s     |
| 8e | Benjamin Dyball          | Australie   | St George Continental Cycling Team | + 3 min 51 s     |
| 9e | Sarawut Sirironnachai    | Thaïlande   | Thailand Continental Cycling Team  | + 3 min 54 s     |
| 10e | Jesse Ewart              | Australie   | Team Sapura Cycling                | + 3 min 56 s     |

### Classements annexes
| Classement de la montagne | Classement de la montagne | Classement de la montagne | Classement de la montagne          | Classement de la montagne |
| Coureur                   | Coureur                   | Pays                      | Équipe                             | Points                    |
| ------------------------- | ------------------------- | ------------------------- | ---------------------------------- | ------------------------- |
| 1er                       | Ariya Phounsavath         | Laos                      | Thailand Continental Cycling Team  | 15 pts                    |
| 2e                        | Hanibal Tesfay            | Érythrée                  | Érythrée                           | 10 pts                    |
| 3e                        | Mario Vogt                | Allemagne                 | Team Sapura Cycling                | 8 pts                     |
| 4e                        | Jokin Etxabe              | Espagne                   | Interpro Stradalli                 | 7 pts                     |
| 5e                        | Peerapol Chawchiangkwang  | Thaïlande                 | Thailand Continental Cycling Team  | 4 pts                     |
| 6e                        | Matthew Zenovich          | Nouvelle-Zélande          | St George Continental Cycling Team | 4 pts                     |
| 7e                        | Muhammad Zawawi Azman     | Malaisie                  | Team Sapura Cycling                | 3 pts                     |
| 8e                        | Daniel Whitehouse         | Royaume-Uni               | Interpro Stradalli                 | 2 pts                     |
| 9e                        | Odie Setiawan             | Indonésie                 | PGN Road Cycling Team              | 2 pts                     |
| 10e                       | Aiman Cahyadi             | Indonésie                 | Team Sapura Cycling                | 1 pt                      |

| Classement de la montagne | Classement de la montagne | Classement de la montagne | Classement de la montagne          | Classement de la montagne |
| Coureur                   | Coureur                   | Pays                      | Équipe                             | Points                    |
| ------------------------- | ------------------------- | ------------------------- | ---------------------------------- | ------------------------- |
| 1er                       | Ariya Phounsavath         | Laos                      | Thailand Continental Cycling Team  | 15 pts                    |
| 2e                        | Hanibal Tesfay            | Érythrée                  | Érythrée                           | 10 pts                    |
| 3e                        | Mario Vogt                | Allemagne                 | Team Sapura Cycling                | 8 pts                     |
| 4e                        | Jokin Etxabe              | Espagne                   | Interpro Stradalli                 | 7 pts                     |
| 5e                        | Peerapol Chawchiangkwang  | Thaïlande                 | Thailand Continental Cycling Team  | 4 pts                     |
| 6e                        | Matthew Zenovich          | Nouvelle-Zélande          | St George Continental Cycling Team | 4 pts                     |
| 7e                        | Muhammad Zawawi Azman     | Malaisie                  | Team Sapura Cycling                | 3 pts                     |
| 8e                        | Daniel Whitehouse         | Royaume-Uni               | Interpro Stradalli                 | 2 pts                     |
| 9e                        | Odie Setiawan             | Indonésie                 | PGN Road Cycling Team              | 2 pts                     |
| 10e                       | Aiman Cahyadi             | Indonésie                 | Team Sapura Cycling                | 1 pt                      |

| Classement des sprints | Classement des sprints        | Classement des sprints | Classement des sprints              | Classement des sprints |
| Coureur                | Coureur                       | Pays                   | Équipe                              | Points                 |
| ---------------------- | ----------------------------- | ---------------------- | ----------------------------------- | ---------------------- |
| 1er                    | Rustom Lim                    | Philippines            | 7 Eleven-Cliqq Roadbike Philippines | 16 pts                 |
| 2e                     | Nur Amirull Fakhruddin Mazuki | Malaisie               | Terengganu Cycling Team             | 14 pts                 |
| 3e                     | Charálampos Kastrantás        | Grèce                  | Java-Partizan                       | 12 pts                 |
| 4e                     | Peerapol Chawchiangkwang      | Thaïlande              | Thailand Continental Cycling Team   | 10 pts                 |
| 5e                     | Matthew Zenovich              | Nouvelle-Zélande       | St George Continental Cycling Team  | 9 pts                  |
| 6e                     | Abdul Gani                    | Indonésie              | KFC Cycling Team                    | 7 pts                  |
| 7e                     | Ariya Phounsavath             | Laos                   | Thailand Continental Cycling Team   | 6 pts                  |
| 8e                     | Odi Purnomo Setiawan          | Indonésie              |                                     | 6 pts                  |
| 9e                     | Aiman Cahyadi                 | Indonésie              | Team Sapura Cycling                 | 5 pts                  |
| 10e                    | Afiq Huznie Othman            | Malaisie               | Terengganu Cycling Team             | 5 pts                  |

| Classement des sprints | Classement des sprints        | Classement des sprints | Classement des sprints              | Classement des sprints |
| Coureur                | Coureur                       | Pays                   | Équipe                              | Points                 |
| ---------------------- | ----------------------------- | ---------------------- | ----------------------------------- | ---------------------- |
| 1er                    | Rustom Lim                    | Philippines            | 7 Eleven-Cliqq Roadbike Philippines | 16 pts                 |
| 2e                     | Nur Amirull Fakhruddin Mazuki | Malaisie               | Terengganu Cycling Team             | 14 pts                 |
| 3e                     | Charálampos Kastrantás        | Grèce                  | Java-Partizan                       | 12 pts                 |
| 4e                     | Peerapol Chawchiangkwang      | Thaïlande              | Thailand Continental Cycling Team   | 10 pts                 |
| 5e                     | Matthew Zenovich              | Nouvelle-Zélande       | St George Continental Cycling Team  | 9 pts                  |
| 6e                     | Abdul Gani                    | Indonésie              | KFC Cycling Team                    | 7 pts                  |
| 7e                     | Ariya Phounsavath             | Laos                   | Thailand Continental Cycling Team   | 6 pts                  |
| 8e                     | Odi Purnomo Setiawan          | Indonésie              |                                     | 6 pts                  |
| 9e                     | Aiman Cahyadi                 | Indonésie              | Team Sapura Cycling                 | 5 pts                  |
| 10e                    | Afiq Huznie Othman            | Malaisie               | Terengganu Cycling Team             | 5 pts                  |

#### Classement par équipes
| Classement par équipes | Classement par équipes              | Classement par équipes | Classement par équipes |
| Équipe                 | Équipe                              | Pays                   | Temps                  |
| ---------------------- | ----------------------------------- | ---------------------- | ---------------------- |
| 1re                    | Thailand Continental                | Thaïlande              | 42 h 38 min 36 s       |
| 2e                     | Sapura                              | Malaisie               | + 6 min 57 s           |
| 3e                     | St George Continental Cycling Team  | Australie              | + 12 min 54 s          |
| 4e                     | Interpro Stradalli                  | Japon                  | + 13 min 06 s          |
| 5e                     | 7 Eleven-Cliqq Roadbike Philippines | Philippines            | + 14 min 01 s          |
| 6e                     | KFC Cycling Team                    | Indonésie              | + 18 min 16 s          |
| 7e                     | Advan Customs Cycling Team          | Indonésie              | + 18 min 43 s          |
| 8e                     | PGN Road Cycling Team               | Indonésie              | + 22 min 58 s          |
| 9e                     | Mongolie                            | Mongolie               | + 23 min 00 s          |
| 10e                    | Terengganu Cycling Team             | Malaisie               | + 31 min 03 s          |

## Classements UCI
La course attribue le même nombre de points pour l'UCI Asia Tour 2018 et le Classement mondial UCI (pour tous les coureurs).
| Position           | 1er | 2e | 3e | 4e | 5e | 6e | 7e | 8e | 9e | 10e |
| Classement général | 125 | 85 | 70 | 60 | 50 | 40 | 35 | 30 | 25 | 20  |
| Par étapes         | 14  | 5  | 3  |    |    |    |    |    |    |     |
| Leader             | 3   |    |    |    |    |    |    |    |    |     |

| Classement | Classement               | Classement            | Classement | Classement | Classement | Classement |
| Pos        | Coureur                  | Équipe                | Général    | Étape      | Leader     | Total      |
| ---------- | ------------------------ | --------------------- | ---------- | ---------- | ---------- | ---------- |
| 1          | Ariya Phounsavath        | Thailand Continental  | 125        |            |            | 125        |
| 2          | Peerapol Chawchiangkwang | Thailand Continental  | 85         | 14         |            | 99         |
| 3          | Jokin Etxabe             | KFC                   | 70         | 5          |            | 75         |
| 4          | Hanibal Tesfay           | Érythrée              | 60         | 3          |            | 63         |
| 5          | Daniel Whitehouse        | Interpro Stradalli    | 50         |            |            | 50         |
| 6          | Mohamad Nur Mohd Zariff  | Sapura                | 40         | 3          |            | 43         |
| 7          | Aiman Cahyadi            | Sapura                | 35         |            |            | 35         |
| 8          | Benjamin Dyball          | St George Continental | 30         |            |            | 30         |
| 9          | Sarawut Sirironnachai    | Thailand Continental  | 25         |            |            | 25         |
| 10         | Abdul Gani               | KFC                   |            | 17         | 6          | 23         |